# Odontodes uniformis
Odontodes uniformis är en fjärilsart som beskrevs av Emilio Berio 1956/57. Odontodes uniformis ingår i släktet Odontodes och familjen nattflyn. Inga underarter finns listade i Catalogue of Life.